# Caraïbes
Pour les articles homonymes, voir Caraïbes (homonymie).
Ne doit pas être confondu avec les Antilles, ni avec la mer des Caraïbes.
Les Caraïbes (également nommées la Caraïbe, l'espace Caraïbe, ou encore l'espace des Caraïbes) sont une région d'Amérique qui comprend la mer des Caraïbes, ses îles (certaines entourées par la mer des Caraïbes et d'autres bordant à la fois cette dernière et l'océan Atlantique Nord) et les côtes environnantes. Située en grande partie sur la plaque des Caraïbes, la région compte plus de 700 îles, îlots, récifs et cayes. 
La géographie est essentiellement tropicale et le climat est fortement influencé par la température de la mer et les précipitations, la saison des ouragans entraînant régulièrement des catastrophes naturelles. En raison de leur climat tropical et de leur géographie insulaire de basse altitude, les Caraïbes sont vulnérables à un certain nombre d'effets du changement climatique, notamment l'augmentation de l'intensité des tempêtes, l'élévation du niveau de la mer, des saisons sèches plus longues.
Les Caraïbes ont été occupées par des peuples indigènes depuis au moins 3600 av. J.-C. Lorsque la colonisation européenne a suivi l'arrivée de Christophe Colomb, la population a été rapidement décimée par des pratiques de travail brutales, l'esclavage et la maladie, et sur de nombreuses îles les Européens ont supplanté les populations indigènes par des Africains réduits en esclavage. Après l'indépendance d'Haïti par rapport à la France au début du XIXe siècle et le déclin de l'esclavage, les nations insulaires acquirent progressivement leur indépendance avec une vague de nouveaux États au cours des années 1950 et 1960. En raison de la proximité des États-Unis, il existe également une longue histoire d'intervention américaine dans la région.

## Délimitations géographiques

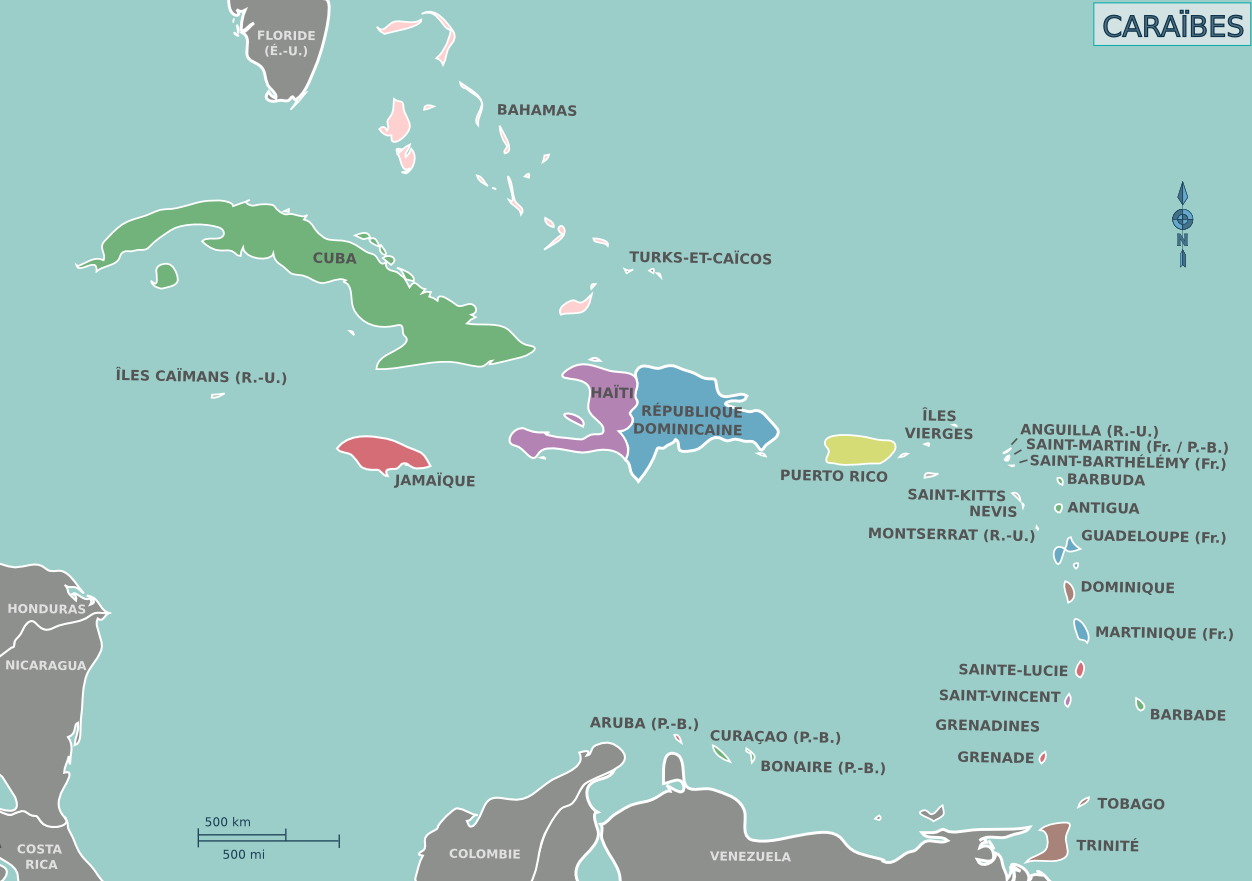
Carte de la région de la caraïbe insulaire appelée aussi les Antilles.

La délimitation de la région varie selon les définitions et les organismes internationaux concernés.
La définition la plus étroite ne concerne que les territoires bordant la mer des Caraïbes. Ainsi les arcs insulaires délimitent les bords est et nord : les Grandes Antilles au nord (qui comprennent les îles Vierges) et les Petites Antilles au sud et à l'est (qui comprennent les îles Sous-le-Vent).
L'archipel voisin des Lucayes (les Bahamas et les Îles Turks-et-Caïcos), qui sont parfois considérées comme faisant partie des Caraïbes bien qu'elles ne bordent pas la mer des Caraïbes. Sur le continent, le Belize, le Nicaragua, la région caribéenne de Colombie, Cozumel, la péninsule du Yucatán, l'île de Margarita et les Guyanes (Guyana, Suriname, Guyane française, région de Guayana au Venezuela et Amapá au Brésil) sont souvent inclus en raison de leurs liens politiques et culturels avec la région.
La définition la plus large de « grande région Caraïbes » comprend l'ensemble des États et territoires ayant des côtes sur la mer des Caraïbes ou sur le golfe du Mexique, de même que les États et territoires adjacents sur l'Océan Atlantique. Certaines définitions y incluent les Bermudes.
Les Antilles sont souvent considérées comme une sous-région de l'Amérique du Nord, bien qu'elles soient parfois incluses dans l'Amérique centrale ou alors laissées comme une sous-région à part entière, et sont organisées en trente territoires comprenant des États souverains, des départements et régions d'outre-mer et des dépendances. Du 15 décembre 1954 au 10 octobre 2010, il y avait un pays appelé Antilles néerlandaises composé de cinq États, tous dépendants des Pays-Bas. Du 3 janvier 1958 au 31 mai 1962, il y a également eu une union politique de courte durée, la fédération des Indes occidentales, composée de dix territoires caribéens anglophones, tous dépendants des Britanniques à l'époque.

## Étymologie
La région tire son nom de celui des Caraïbes ou Karibs (dits également Kalinagos, et originellement Kali'nas), un groupe ethnique amérindien originaire du Nord du Venezuela, ayant migré vers les îles des Caraïbes vers la fin du IXe siècle de notre ère, et présent dans les Petites Antilles et dans certaines parties de l'Amérique du Sud adjacente (côtes de Guyane) au moment de la conquête espagnole des Amériques, à partir de 1492,.
Le mot « Cariba » a été déformé en langue arawak en « caniba », lequel comportait une connotation positive ou négative selon l'ethnie qui l'envisageait et (via l'espagnol) a donné en français le mot « cannibale »,.

## Histoire

### Peuplements précolombiens
La plus ancienne preuve de la présence humaine dans les Caraïbes se trouve dans le sud de l'île de la Trinité, où des vestiges datant de sept mille ans ont été trouvés. Ces sites précéramiques, qui appartiennent à l'âge archaïque (précéramique), sont ceux des Ortoiroides. Les premières preuves archéologiques de l'établissement humain à Hispaniola remontent à environ 3600 av. J.-C., mais la fiabilité de ces découvertes est mise en doute. Des dates cohérentes de 3100 av. J.-C. apparaissent à Cuba. Les dates les plus anciennes dans les Petites Antilles datent de 2000 av. J.-C. à Antigua. Le peu de sites précéramiques dans les îles du Vent et les différences de technologie suggèrent que ces colons archaïques pourraient être originaires d'Amérique centrale. Il y a peu de preuves d'une telle colonisation des îles.
Entre 400 et 200 av. J.-C., les premiers agriculteurs arawaks, utilisant la céramique, la culture saladoide, entrent à la Trinité en provenance d'Amérique du Sud. Ils ont remonté le fleuve Orénoque, puis se répandent rapidement dans les îles. En 250 apr. J.-C., un autre groupe, également arawak, de culture barancoïde, entre à la Trinité. La culture barancoïde s'effondre vers 650 et un autre groupe, de culture arauquinoide, se répand dans ces régions. Vers 1300, une nouvelle culture, mayoide, apparaît et reste la culture dominante jusqu'à la colonisation espagnole.
Au moment de la découverte par les Européens de la plupart des îles, trois peuples autochtones amérindiens vivent sur les îles : les Taïnos dans les Grandes Antilles, les Bahamas et les îles sous le vent, les Kalinagos (Caraïbes) et les Galibi dans les îles au vent, et les Ciboneys dans l'ouest de Cuba. Les Taïnos se subdivisent en Taïnos classiques, qui ont occupé Hispaniola et Porto Rico, en Taïnos occidentaux, qui ont occupé Cuba, la Jamaïque et l'archipel des Bahamas, et en Taïnos orientaux, qui ont occupé les îles sous le vent. La Trinité est habitée à la fois par des groupes de langue caribéenne et par des groupes de langue arawakienne.

### Colonisation européenne
Peu après l'arrivée de Christophe Colomb dans les Caraïbes, des explorateurs portugais et espagnols ont commencé à revendiquer des territoires en Amérique centrale et en Amérique du Sud. Ces premières colonies ont apporté de l'or en Europe, plus particulièrement en Angleterre, aux Pays-Bas et en France. Ces nations espéraient établir des colonies rentables dans les Caraïbes. Les rivalités coloniales ont fait des Caraïbes le théâtre de guerres européennes pendant des siècles. Les Caraïbes ont donc été déchirées par les guerres pendant une grande partie de leur histoire coloniale, les conflits majeurs se passaient en Europe, avec des batailles mineures menées dans les Caraïbes. Certaines guerres, cependant, sont nées de troubles politiques dans les Caraïbes elles-mêmes.
L'espace caraïbe a été marqué culturellement par les différentes colonisations occidentales et les sociétés esclavagistes qui s'y étaient implantées. L'esclavage semble avoir été la principale cause de mortalité des populations indigènes entre 1492 et 1550, davantage que les maladies comme la variole, la grippe et la malaria. Les populations autochtones ont subi le travail forcé dans les mines d'or et d'argent sur une grande échelle. Le travail forcé dans ces mines a provoqué la mort d'un tiers des ouvriers tous les six mois.
Les Caraïbes étaient aussi connues pour leurs pirates, notamment dans les années 1560 jusqu'en 1720. Les termes « flibustier » et « boucanier » sont souvent utilisés pour décrire les pirates opérant dans cette région.

### Indépendances ou autonomies
Au XIXe siècle, l'abolition de l'esclavage s'y est faite de manière progressive et en plusieurs phases, débutant entre 1793 et 1822 avec la révolution menée par les esclaves sur le territoire qui devait devenir par la suite la république d'Haïti et la République dominicaine, poursuivant avec la majorité des autres îles et pays de la Caraïbe, comme la Jamaïque (1833-1838), Saint-Barthélemy (1847) et Saint-Martin (1848), pour finir avec Porto Rico, en 1873, et Cuba, de 1880 à 1886. Le 26 juillet 1833, l'esclavage fut aboli dans les colonies britanniques où 80 % de la population vivant sur ces territoires était réduite en esclavage. En 1848, lorsque la France abolit définitivement l'esclavage (celui-ci avait été aboli une première fois pendant la révolution française mais ensuite rétabli par l'empire napoléonien), les esclaves représentaient plus de 60 % de la population. Au Suriname, colonisé par les Pays-Bas, cette proportion atteint plus de 70 % lors de l'abolition en 1863. Une grande partie des affranchis se consacrèrent à l'agriculture et aux petits métiers. Pour satisfaire leurs besoins de main d’œuvre, les colons importèrent des travailleurs sous contrats d'Afrique, de Chine et surtout d'Inde. Entre 1838 et 1917, plus d'un demi-million de travailleurs indiens gagnèrent les colonies britanniques de la région des Caraïbes.
Haïti est la première nation caribéenne à obtenir son indépendance vis-à-vis des puissances européennes. Certaines nations obtiennent leur indépendance des puissances européennes au XIXe siècle,. Certains petits États sont encore aujourd'hui dépendants des puissances européennes. Cuba est restée une colonie espagnole jusqu'à la guerre hispano-américaine. Entre 1958 et 1962, la plupart des Caraïbes sous contrôle britannique sont devenues la fédération des Indes occidentales avant de se séparer en plusieurs nations distinctes.

### Expansion outre-mer des États-Unis
Les États-Unis ont mené des opérations militaires dans les régions des Caraïbes et de l'Amérique latine pendant au moins cent ans.
À partir de la fin du XIXe siècle, les États-Unis donnent un caractère impérialiste à la doctrine Monroe et entreprennent de resserrer leur influence militaire, économique et politique sur la région Caraïbe, y compris au moyen d'interventions militaires. L'objectif est de transformer cette mer des Caraïbes en mare nostrum en raison de son importance stratégique.
Entre 1891 et 1912, ils réalisent nombre d'interventions militaires : 1891, Haïti ; 1895, Nicaragua ; 1898, Porto Rico et Cuba ; 1899, Nicaragua ; 1902, Venezuela ; 1903, République dominicaine et Colombie ; 1904, République dominicaine et Guatemala ; 1906-1903, Cuba ; 1907, République dominicaine ; 1909-1910, Nicaragua ;1910-1911 Honduras ; 1912, Cuba, Nicaragua et République dominicaine
En pratiquant la « diplomatie du dollar », ils réalisent des interventions d'ordre financier aboutissant à l'établissement de contrôles américains sur les finances de plusieurs États (Honduras, Nicaragua, République dominicaine, Haïti). Ils acquièrent des territoires comme Porto Rico après la guerre contre l'Espagne en 1898, et les Îles Vierges, achetées au Danemark en 1917. Certains États sont placés sous un statut proche du protectorat, comme Cuba, en vertu de l'amendement Platt et de l'obtention de la base navale de Guantánamo, et comme le Panama, en vertu de la Constitution panaméenne (rédigée avec la participation du consul américain) et le déploiement permanent de forces américaines dans la zone du canal.
La victoire dans la guerre hispano-américaine et la signature de l'amendement Platt en 1901 ont assuré aux États-Unis le droit d'interférer dans les affaires politiques et économiques cubaines, militairement si nécessaire. Après la révolution cubaine de 1959, les relations se sont rapidement détériorées, ce qui a conduit à l'invasion de la baie des Cochons, à la crise des missiles cubains et aux tentatives successives des États-Unis de déstabiliser l'île, fondées sur les craintes de la guerre froide face à la menace soviétique. Les États-Unis ont envahi et occupé Hispaniola pendant 19 ans, dominant ensuite l'économie haïtienne par le biais de l'aide et du remboursement des prêts. Les États-Unis ont de nouveau envahi Haïti en 1994 et en 2004, ils ont été accusés par la Communauté caribéenne d'avoir organisé un coup d'État pour destituer le dirigeant haïtien élu, Jean-Bertrand Aristide.
En 1965, 23 000 soldats américains sont envoyés en République dominicaine pour réprimer un soulèvement local contre le régime militaire. Le président Lyndon B. Johnson ordonne l'invasion pour endiguer ce qu'il considère comme une « menace communiste ». Cependant, la mission est apparue ambiguë et est fermement condamnée dans tout l'hémisphère comme un retour à la diplomatie de la canonnière. En 1983, les États-Unis envahissent la Grenade à la suite du coup d'État ayant valu la vie à Maurice Bishop. Les États-Unis maintiennent une base militaire navale à Cuba, dans la baie de Guantánamo. Cette base est l'un des cinq commandements unifiés dont la zone de responsabilité est l'Amérique latine et les Caraïbes. Le siège du commandement est situé à Miami, en Floride,.

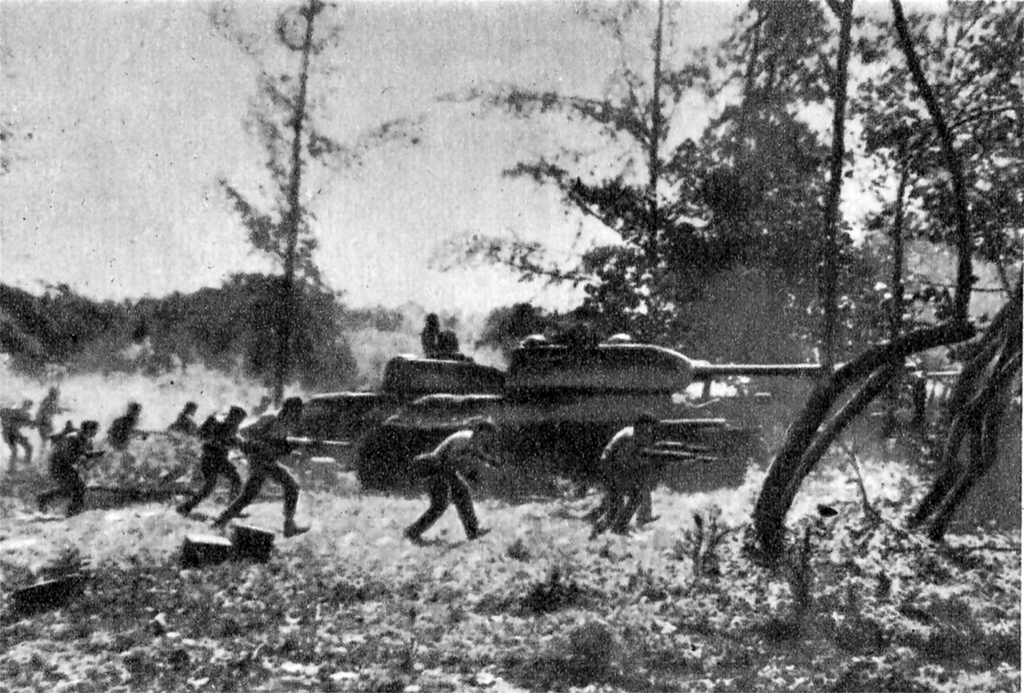
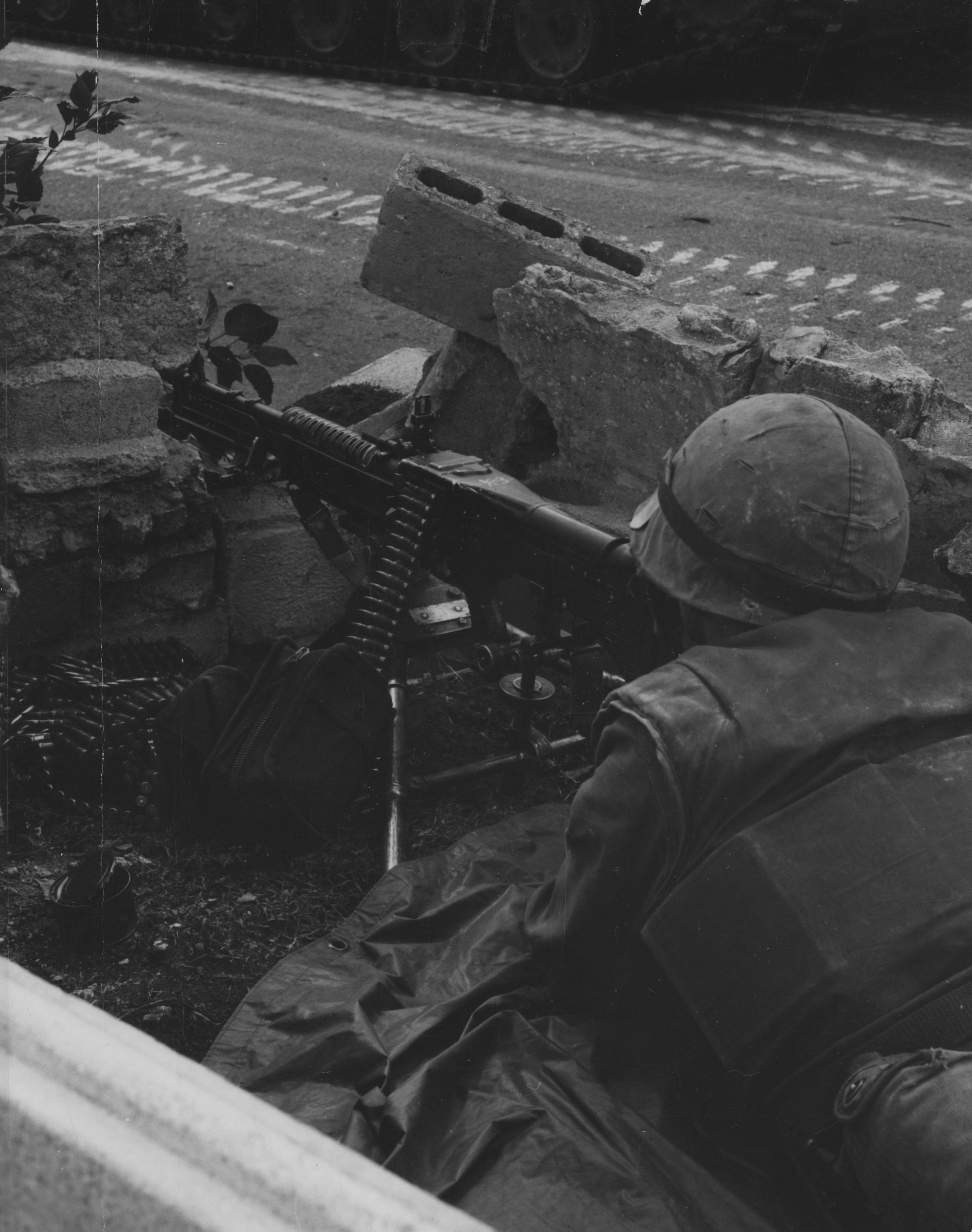
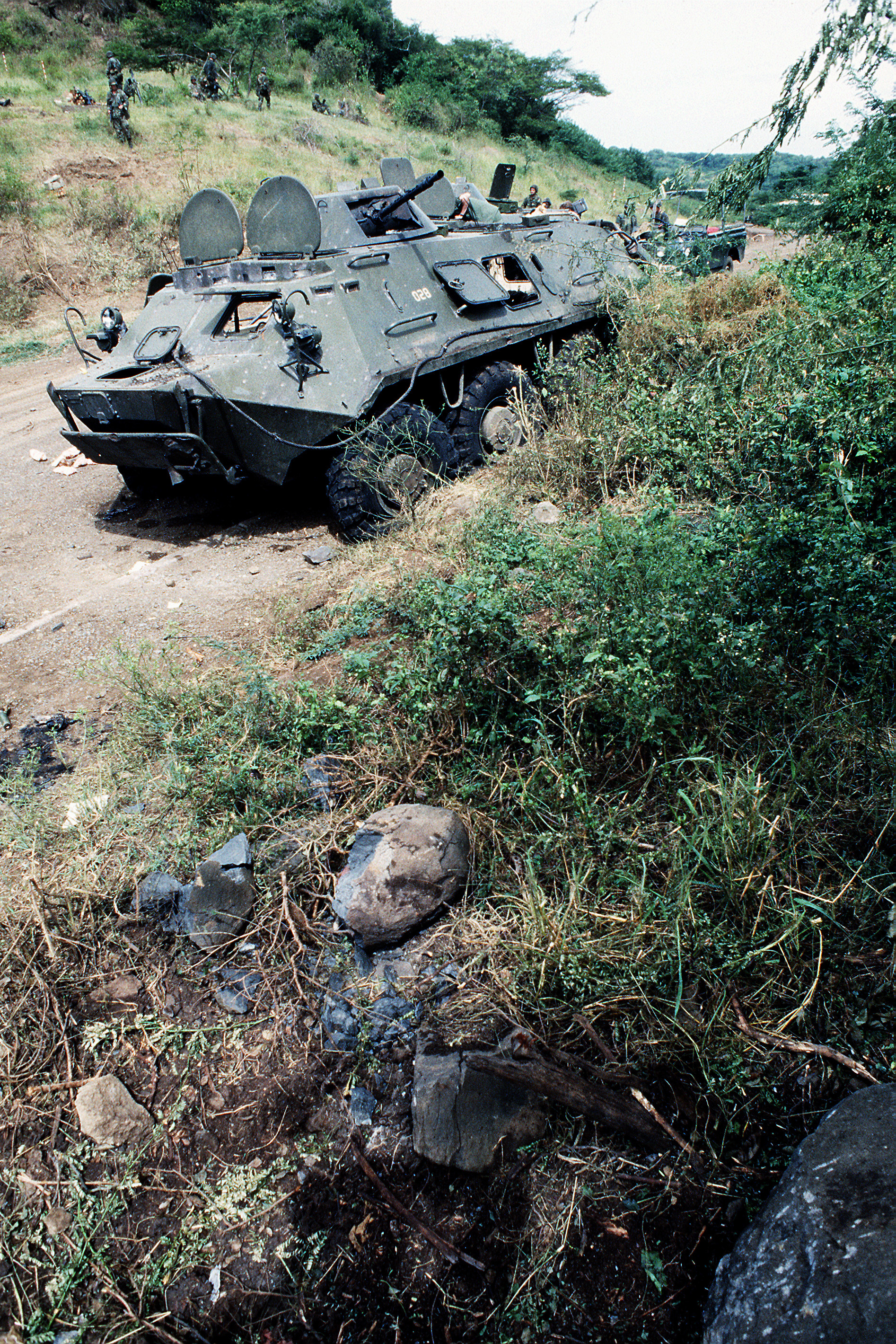
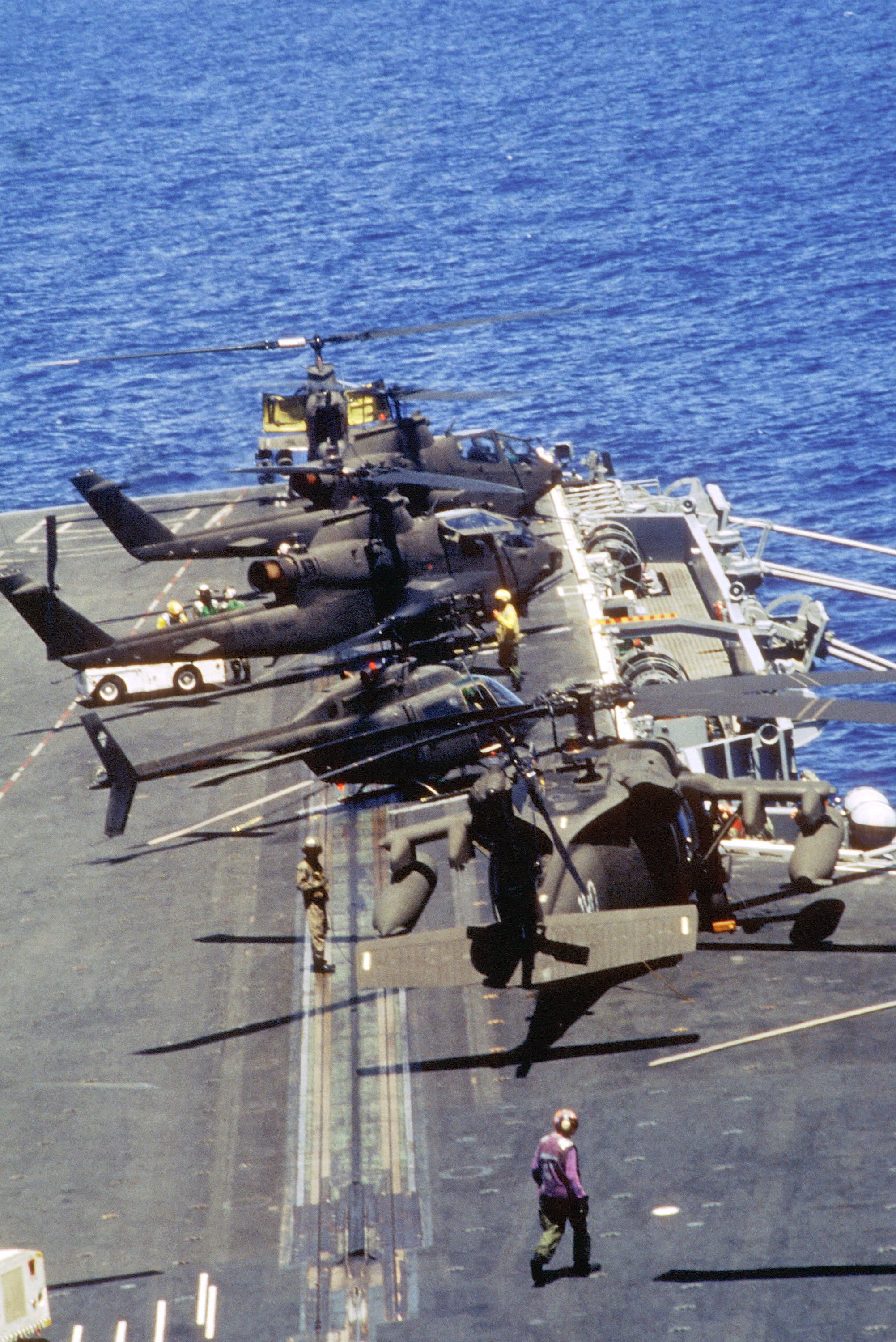

## Géographie et géologie
La géographie et le climat des Caraïbes sont variables : certaines îles de la région ont un terrain relativement plat d'origine non volcanique ; d'autres possèdent des chaînes de montagnes escarpées et imposantes.
Les eaux de la mer des Caraïbes abritent de grands bancs de poissons migrateurs, des tortues et des formations de récifs coralliens. La fosse de Porto Rico, située en bordure de l'océan Atlantique et de la mer des Caraïbes, est le point le plus profond de tout l'océan Atlantique.

## Climat
Le climat de la région est tropical, variant de la forêt tropicale humide dans certaines régions à la mousson et à la savane tropicale dans d'autres. Il y a également des endroits qui ont un climat aride avec une sécheresse considérable certaines années, et les sommets des montagnes ont tendance à avoir un climat tempéré plus frais.
Les précipitations varient en fonction de l'altitude, de la surface et des courants, comme les remontées d'eau froide qui maintiennent les îles ABC arides. Des vents alizés chauds et humides soufflent constamment, créant à la fois des forêts tropicales et des climats semi-arides dans toute la région. Les climats de forêt tropicale humide comprennent des zones de basses terres près de la mer des Caraïbes, du Costa Rica au Belize, ainsi que la République dominicaine et Porto Rico, tandis que les climats de savane tropicale sèche plus saisonniers se trouvent à Cuba, dans le nord de la Colombie et du Venezuela, et dans le sud du Yucatán, au Mexique. Les climats arides se trouvent le long de l'extrême côte nord du Venezuela jusqu'aux îles d'Aruba et de Curaçao, ainsi qu'à la pointe nord-ouest du Yucatán.
La saison des ouragans s'étend de juin à novembre, mais ils sont plus fréquents en août et septembre, et dans les îles du nord. La principale ceinture d'ouragans s'étend au nord-ouest de l'île de la Barbade, dans les Caraïbes orientales. Les îles de Saint-Martin et Saint-Barthélémy ont été lourdement frappées par l'ouragan Irma en 2017.

## Changements climatiques
Le réchauffement climatique est causé par l'augmentation rapide des gaz à effet de serre dans l'atmosphère, principalement due à la combustion de combustible fossile, à la conversion des terres forestières en pâturages et à la monoculture des terres cultivées, les plus grandes contributions se produisant dans la période qui suit la révolution industrielle. Le changement climatique pourrait présenter des risques majeurs pour les îles des Caraïbes. Les principaux changements sont une élévation du niveau de la mer, des ouragans plus forts, des saisons sèches plus longues et des saisons humides plus courtes.
En conséquence, le changement climatique devrait entraîner des changements dans l'économie, l'environnement et la population des îles.

## Biodiversité
Les îles possèdent des écosystèmes parmi les plus diversifiés du monde. Les animaux, les champignons et les plantes sont classés comme l'un des points chauds de la biodiversité par Conservation International en raison de la diversité exceptionnelle de leurs écosystèmes terrestres et marins, qui vont des forêts nuageuses montagnardes aux forêts tropicales humides en passant par les broussailles de cactus. La région contient également environ 8 % (en superficie) des récifs coralliens du monde, ainsi que de vastes prairies sous-marines, que l'on trouve fréquemment dans les eaux marines peu profondes qui bordent les côtes insulaires et continentales de la région.
Pour les champignons, il existe une liste de contrôle moderne basée sur près de 90 000 enregistrements dérivés de spécimens dans des collections de référence, des comptes publiés et des observations sur le terrain. Cette liste de contrôle comprend plus de 11 250 espèces de champignons enregistrées dans la région. Comme le notent ses auteurs, l'ouvrage est loin d'être exhaustif, et il est probable que le nombre total réel d'espèces de champignons déjà connues dans les Caraïbes soit plus élevé. Le nombre total réel d'espèces fongiques présentes dans les Caraïbes, y compris les espèces non encore enregistrées, est probablement beaucoup plus élevé, étant donné l'estimation généralement acceptée selon laquelle seulement environ 7 % de tous les champignons du monde ont été découverts.
Bien que la quantité d'informations disponibles soit encore faible, un premier effort a été fait pour estimer le nombre d'espèces de champignons endémiques dans certaines îles des Caraïbes. Pour Cuba, 2 200 espèces de champignons ont été provisoirement identifiées comme possibles endémiques de l'île ; pour la République dominicaine, le nombre est de 699 espèces ; pour Porto Rico, le nombre est de 789 espèces ; pour Trinité et Tobago, le nombre est de 407 espèces,,,. De nombreux écosystèmes des îles sont dévastés par la déforestation, la pollution et l'empiètement humain. L'arrivée des premiers humains est corrélée à l'extinction des chouettes géantes et des paresseux nains du sol.
Les récifs coralliens de la région, contiennent environ soixante-dix espèces de coraux durs et entre cinq cents et sept cents espèces de poissons associés aux récifs, ont connu un déclin rapide de l'intégrité de l'écosystème ces dernières années, et sont considérés comme particulièrement vulnérables au réchauffement climatique et à l'acidification des océans. Selon un rapport du PNUE, les récifs coralliens pourraient s'éteindre dans les vingt prochaines années en raison de l'explosion démographique le long des côtes, de la surpêche, de la pollution des zones côtières et du réchauffement climatique.
Certaines îles ont un terrain que les Européens ont trouvé propice à la culture pour l'agriculture. Le tabac était une culture importante au début de l'ère coloniale, mais il a finalement été dépassé par la production de canne à sucre comme culture de base de la région. Le sucre était produit à partir de la canne à sucre pour l'exportation vers l'Europe. Cuba et la Barbade ont été historiquement les plus grands producteurs de sucre. Le système de plantation tropicale en est donc venu à dominer le peuplement des Caraïbes. D'autres îles se sont avérées avoir des terrains impropres à l'agriculture, par exemple la Dominique, qui reste fortement boisée. Les îles des Petites Antilles du Sud, Aruba, Bonaire et Curaçao, sont extrêmement arides, ce qui les rend impropres à l'agriculture. Cependant, elles possèdent des marais salants qui ont été exploités par les Néerlandais. L'eau de mer était pompée dans des bassins peu profonds, produisant du gros sel lorsque l'eau s'évaporait.

## Démographie
Au moment du contact avec les Européens, les groupes ethniques dominants dans les Caraïbes comprenaient les Taïnos des Grandes Antilles et des Petites Antilles du nord, les Karibs insulaires des Petites Antilles du sud, et des groupes distincts plus petits comme les Guanajatabey de l'ouest de Cuba et les Ciguayo et Macorix de l'est d'Hispaniola. La population des Caraïbes est estimée à environ 750 000 habitants avant le contact avec les Européens, bien que des chiffres plus bas ou plus élevés soient donnés. Après le contact, les perturbations sociales et les maladies épidémiques telles que la variole et la rougeole (contre lesquelles ils n'avaient aucune immunité naturelle) ont entraîné un déclin de la population amérindienne.
De 1500 à 1800, la population augmente avec l'arrivée d'esclaves d'Afrique occidentale tels que les Kongos, Igbos, Akans, Fons et Yorubas ainsi que des prisonniers militaires d'Irlande, qui ont été déportés pendant le règne de Oliver Cromwell en Angleterre. On estime que la population atteint 2,2 millions d'habitants en 1800. Les immigrants d'Inde, de Chine, d'Indonésie et d'autres pays sont arrivés au milieu du XIXe siècle en tant que serviteurs sous contrat.
La population régionale totale était estimée à 37,5 millions en 2000. La population est principalement d'origine africaine ; sur de nombreuses îles, on trouve également d'importantes populations d'origine mixte (notamment des Mulatto-Créoles, Dougla, Mestizo, Quadroon, Cholo, Castizo, Criollo, Zambo, Pardo, des Asiatiques d'Amérique latine, des Chindiens, des Panyols des Eurasiens), ainsi que des populations d'origine européenne : néerlandaise, anglaise, française, italienne, portugaise et espagnole. Les Asiatiques, en particulier ceux d'origine chinoise, indienne et indonésienne javanaise, forment une minorité importante dans certaines parties de la région. Les Indiens forment une pluralité de la population à Trinité-et-Tobago, au Guyana et au Suriname. La plupart de leurs ancêtres sont arrivés au XIXe siècle en tant que travailleurs sous contrat.
Actuellement et depuis 2020, Haïti est le pays le plus peuplé des Caraïbes, juste devant Cuba.

## Religion
La religion dominante est le christianisme à 85 % en 2013. Le vaudou occupe cependant une place importante à Haïti.